# Discofestival

Logo vom Discofestival 2008 sowie abgewandelt von 2009 bis 2011

Das Discofestival war Hessens größtes Indoor-Electro- und House-Event, das im jährlichen Rhythmus vom 12. Februar 2005 bis zum 14. April 2012 in den Messehallen in Kassel stattgefunden hat.

## Allgemein

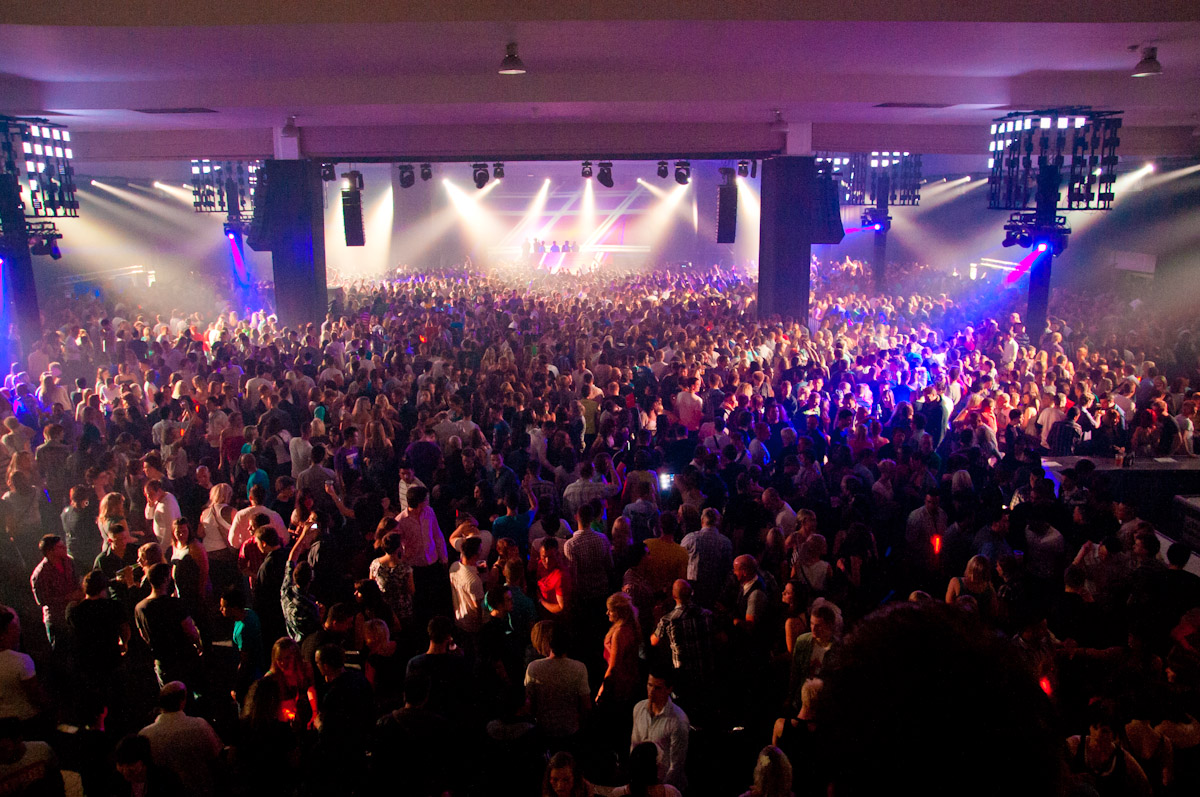
Discofestival 2011 Main Floor

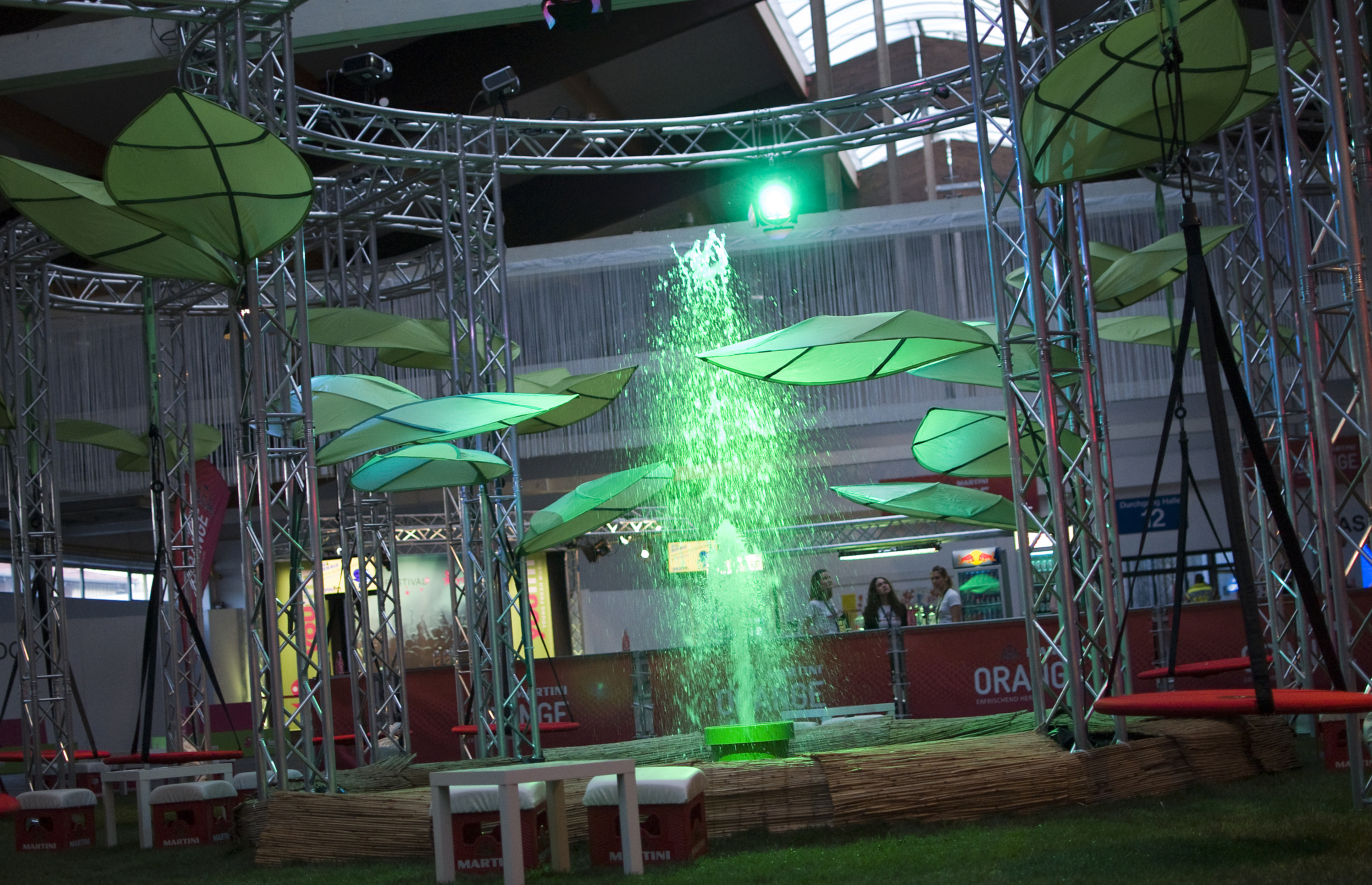
Discofestival 2010 Chillout-Zone

Ab 2005 fand das Discofestival jedes Jahr Mitte April in den Messehallen in Kassel statt. In den letzten Jahren hat sich die Musikveranstaltung zu einem der größten Indoor-Housefestivals Deutschlands etabliert. Der Veranstalter des Events war die Werbe- und Eventagentur eve&com. Diese realisierte das Discofestival erstmals im Februar 2005 und verzeichnete seitdem jährlich steigende Besucherzahlen.
Nationale sowie internationale DJs der House- und Electroszene waren dort vertreten. Kennzeichnend für das Festival war die Musikrichtung House, doch auch elektronische Musik sowie Live-Acts wurden geboten. 

## Geschichte
Am 12. Februar 2005 wurde zum ersten Mal das Discofestival verwirklicht. In seinem Gründungsjahr verzeichnete das Event 5.000 Gäste. Neben den Disco Boys, die in diesem Jahr gleichzeitig ihr zehnjähriges Bestehen feierten, traten auf insgesamt drei Floors auch Superfunk, Tobi Neumann, Ziel 100 und Barbara Tucker auf.
Aufgrund des Erfolges etablierte sich das Event auch im darauf folgenden Jahr. Bereits 8.000 Gäste begrüßten am 1. April 2006 wieder zahlreiche DJs. Darunter DJ Maxim & Bass-T, die Boogie Pimps, Moguai, Alter Ego, Ziel 100 sowie die Disco Boys.
Am 28. April 2007 besuchten erstmals über 10.000 Menschen das Festival. DJs vor Ort waren u. a. Phil Fuldner, Lexy & K-Paul, Tara McDonald und die Disco Boys auf dem Main Floor, sowie  Louis Osbourne, Giulia Siegel, Collien Fernandes und der MTV-Moderator Markus Kavka auf drei weiteren Floors.
Den bisher größten Erfolg erreichte das Discofestival am 19. April 2008 mit über 11.000 Gästen. In diesem Jahr spielten die Disco Boys, Markus Kavka, Maxim, Westbam, Ziel 100, Tiefschwarz und Lexy von Lexy & K-Paul. Auch die MTV-Moderatoren Anastasia und Patrice waren vor Ort anzutreffen. Des Weiteren wurden Live-Auftritte u. a. von Northern Lite, Ultra Naté und Cosmo Klein geboten.
Zum fünfjährigen Bestehen am 18. April 2009 wurde das Festival um einen Floor erweitert. Der Floor 5 wurde von Moonbootica und anderen Künstlern eingeweiht. Weitere Acts waren Anthony Rother, die Disco Boys, Ziel 100, Mike Väth, Finger & Kadel, Syke 'n' Sugarstarr, Plastik Funk, Lexy & K-Paul, DJ Gunjah und DJ Pierre.
2010 wurde der Floor 5, der im Jahr zuvor hinzugekommen war, in Mash Floor umbenannt. Erneut wurden über 10.000 Electro-Fans von Westbam, Lexy, Ziel 100, den Boogie Pimps, Oliver Koletzki, Boris Dlugosch, Alexander Kowalski, Marco Remus und den Disco Boys empfangen. Live vertreten waren die Atzen (Frauenarzt & Manny Marc), Leschet & Wilde und Guaia Guaia.
Das vorletzte Discofestival fand am Samstag, den 16. April 2011 mit Laserkraft 3D, Lexy & K-Paul, Moonbootica, Markus Kavka, DJ Hell, Cari Lekebusch, Der Dritte Raum und weiteren DJs statt.
Die letzte Ausgabe des Discofestivals fand am 14. April 2012 statt. Eine zunächst für 2013 vorgesehene Neuauflage wurde aufgrund organisatorischer und finanzieller Probleme abgesagt.

## Standort
Das Discofestival fand jährlich in den Kasseler Messehallen statt. Insgesamt gab es fünf Bereiche. Auf dem größten Floor, dem „Main-Floor“, wurde überwiegend House-Music gespielt. Die zweite große Tanzfläche bot der „Electro-Floor“. Für die ruhigen Minuten zwischen den Tanzpausen wurde eine Chillout-Zone mit Sand, Liegestühlen und großen Rasenflächen geboten. Ebenso zu nennen ist die „VIP-Area“, die sich auf der zweiten Ebene der Halle befand und mit einer Terrasse auch Einblicke zum „Main-Floor“ schuf. 2008 kam zum ersten Mal ein Außenbereich hinzu, in dem es neben Getränken auch Snacks gab.

## Radio-Übertragung
Von 2005 bis 2010 hat der Radiosender You FM live aus dem Main-Floor übertragen. Ab 2011 übertrug der Radiosender planet more music radio live.